# گروه آی‌تی
گروه آی‌تی (به انگلیسی: The IT Crowd) نام یک کمدی موقعیت بریتانیایی است که از سال ۲۰۰۶ تا ۲۰۱۳ در کانال ۴ پخش شد.

## خلاصه داستان
داستان در مورد واحد آی‌تی یک شرکت تجاری است. دو مرد و یک خانم که مدیر روابط عمومی آن‌هاست حوادث جالبی را رقم می‌زنند. در این فیلم بازیگران مهمان فراوانی حضور دارند. بیشتر اتفاقات در اتاق کوچک این سه نفر روی می‌دهد.

## بازیگران و شخصیت‌ها

- کریس اودوود در نقش روی ترنمن
- ریچارد آیوادی در نقش موریس ماس
- کاترین پارکینسون در نقش جن باربر
- مت بری در نقش داگلاس رنوم